# Орандж (Массачусетс)
Орандж (англ. Orange) — місто (англ. town) в США, в окрузі Франклін штату Массачусетс. Населення — 7569 осіб (2020).

### Клімат
| Клімат : Орандж         | Клімат : Орандж | Клімат : Орандж | Клімат : Орандж | Клімат : Орандж | Клімат : Орандж | Клімат : Орандж | Клімат : Орандж | Клімат : Орандж | Клімат : Орандж | Клімат : Орандж | Клімат : Орандж | Клімат : Орандж | Клімат : Орандж |
| Показник                | Січ.            | Лют.            | Бер.            | Квіт.           | Трав.           | Черв.           | Лип.            | Серп.           | Вер.            | Жовт.           | Лист.           | Груд.           | Рік             |
| Абсолютний максимум, °C | 20,0            | 20,0            | 30,6            | 33,9            | 35,6            | 36,1            | 37,8            | 36,1            | 34,4            | 28,9            | 21,7            | 20,6            | 37,8            |
| Середній максимум, °C   | −0,3            | 1,8             | 6,8             | 14,0            | 20,3            | 24,7            | 27,4            | 26,4            | 22,1            | 15,4            | 8,9             | 2,4             | 14,2            |
| Середній мінімум, °C    | −11,9           | −10,6           | −5,1            | 0,4             | 6,1             | 11,7            | 14,3            | 13,5            | 9,0             | 2,3             | −2,1            | −7,7            | 1,7             |
| Абсолютний мінімум, °C  | −31,1           | −29,4           | −25             | −13,3           | −3,9            | 0,6             | 6,1             | 5,6             | −2,8            | −8,9            | −15,6           | −25             | −31,1           |
| ----------------------- | --------------- | --------------- | --------------- | --------------- | --------------- | --------------- | --------------- | --------------- | --------------- | --------------- | --------------- | --------------- | --------------- |
| Джерело: NOAA           |                 |                 |                 |                 |                 |                 |                 |                 |                 |                 |                 |                 |                 |

## Демографія
Згідно з переписом 2010 року, у місті мешкало 7839 осіб у 3172 домогосподарствах у складі 2033 родин. Було 3593 помешкання
Расовий склад населення:
| - 95,2 % — білих - 1,0 % — чорних або афроамериканців - 0,9 % — азіатів - 0,4 % — корінних американців |

До двох чи більше рас належало 1,7 %. Частка іспаномовних становила 2,8 % від усіх жителів.
За віковим діапазоном населення розподілялося таким чином: 22,9 % — особи молодші 18 років, 62,5 % — особи у віці 18—64 років, 14,6 % — особи у віці 65 років та старші. Медіана віку мешканця становила 41,3 року. На 100 осіб жіночої статі у місті припадало 94,7 чоловіків;  на 100 жінок у віці від 18 років та старших — 92,4 чоловіків також старших 18 років.
Середній дохід на одне домашнє господарство  становив 55 354 долари США (медіана — 43 191), а середній дохід на одну сім'ю — 67 385 доларів (медіана — 56 217). Медіана доходів становила 50 119 доларів для чоловіків та 36 723 долари для жінок. За межею бідності перебувало 10,3 % осіб, у тому числі 11,9 % дітей у віці до 18 років та 7,9 % осіб у віці 65 років та старших.
Цивільне працевлаштоване населення становило 3315 осіб. Основні галузі зайнятості: освіта, охорона здоров'я та соціальна допомога — 27,7 %, виробництво — 15,9 %, роздрібна торгівля — 13,8 %.

## Відомі особистості
В поселенні народився:
- Міртл Бачелдер (1908—1997) — американський хімік.